# De vondeling van Ameland
De vondeling van Ameland is een lied van Boudewijn de Groot op tekst van Freek de Jonge. De door De Groot uitgevoerde versie is afkomstig van de compact disc Het eiland in de verte uit 2004. Het lied vertelt het verhaal van een aangespoelde vondeling op Ameland, die zich meer thuis voelt in de zee dan op het eiland zelf. Uiteindelijk loopt de ex-vondeling vanaf het strand de zee (weer) in en verdrinkt.
Het lied werd eerder al uitgevoerd door Freek de Jonge zelf, in zijn theatervoorstelling Parlando uit 2002, waarin hij samen met het Metropole-Orkest optrad. In 2002 verscheen deze voorstelling tevens op cd. In de versie van De Jonge wijkt de tekst op kleine punten af van die zoals gezongen door De Groot (bijvoorbeeld De vondeling die spotte met de wind i.p.v. ... die schreeuwde als de wind en Zee, zon, wind i.p.v. Zee, wind, zon).

## B-kant
B-kant is Het eiland in de verte met tekst van Lennaert Nijgh, musici zijn Boudewijn de Groot, Jan Hendriks (akoestische gitaar), Henny Vrienten (Spaanse gitaar), Ernst Jansz (vleugel). Nijgh liet na te vertellen om welk eiland het ging.

## Musici
- Boudewijn de Groot – zang, achtergrondzang
- Jan Hendriks – gitaar
- Jan de Hont – gitaar
- Monique Lansdorp – viool
- Åke Danielson – accordeon
- Ernst Jansz – piano
- Lené te Voortwis – basgitaar
- Mark Stoop – slagwerk
- Frank Boeijen - achtergrondzang
- Occasional Galaxy Orchestra - (een Nederlands ensemble)

## Hitlijst
De single haalde Nederlandse Top 40 niet, maar staat wel relatief hoog in de jaarlijsten Top 2000 en de Evergreen Top 1000.

### NPO Radio 2 Top 2000
| Nummer met noteringen in de NPO Radio 2 Top 2000 | '06 | '07 | '08 | '09 | '10 | '11 | '12 | '13 | '14 | '15 | '16 | '17 | '18 | '19 | '20 | '21 | '22 | '23 | '24 |
| ------------------------------------------------ | --- | --- | --- | --- | --- | --- | --- | --- | --- | --- | --- | --- | --- | --- | --- | --- | --- | --- | --- |
| De vondeling van Ameland                         | 55  | 22  | 117 | 55  | 61  | 110 | 149 | 181 | 223 | 286 | 342 | 371 | 427 | 389 | 461 | 476 | 489 | 526 | 491 |

1. ↑  Een vetgedrukt getal geeft de hoogste notering aan.
2. ↑  2006 was het eerste jaar met een notering voor dit nummer.

### Evergreen Top 1000
| Evergreen Top 1000 "De Vondeling Van Ameland" | Evergreen Top 1000 "De Vondeling Van Ameland" | Evergreen Top 1000 "De Vondeling Van Ameland" | Evergreen Top 1000 "De Vondeling Van Ameland" | Evergreen Top 1000 "De Vondeling Van Ameland" | Evergreen Top 1000 "De Vondeling Van Ameland" | Evergreen Top 1000 "De Vondeling Van Ameland" | Evergreen Top 1000 "De Vondeling Van Ameland" | Evergreen Top 1000 "De Vondeling Van Ameland" | Evergreen Top 1000 "De Vondeling Van Ameland" | Evergreen Top 1000 "De Vondeling Van Ameland" | Evergreen Top 1000 "De Vondeling Van Ameland" | Evergreen Top 1000 "De Vondeling Van Ameland" | Evergreen Top 1000 "De Vondeling Van Ameland" | Evergreen Top 1000 "De Vondeling Van Ameland" | Evergreen Top 1000 "De Vondeling Van Ameland" | Evergreen Top 1000 "De Vondeling Van Ameland" |
| Jaar                                          | 2008                                          | 2009                                          | 2010                                          | 2011                                          | 2012                                          | 2013                                          | 2014                                          | 2015                                          | 2016                                          | 2017                                          | 2018                                          | 2019                                          | 2020                                          | 2021                                          | 2022                                          | 2023                                          |
| --------------------------------------------- | --------------------------------------------- | --------------------------------------------- | --------------------------------------------- | --------------------------------------------- | --------------------------------------------- | --------------------------------------------- | --------------------------------------------- | --------------------------------------------- | --------------------------------------------- | --------------------------------------------- | --------------------------------------------- | --------------------------------------------- | --------------------------------------------- | --------------------------------------------- | --------------------------------------------- | --------------------------------------------- |
| Positie                                       | -                                             | -                                             | -                                             | -                                             | -                                             | -                                             | -                                             | -                                             | 46                                            | 38                                            | 60                                            | 34                                            | 30                                            | 32                                            | 20                                            | 20                                            |